# (163249) 2002 GT
(163249) 2002 GT — астероїд типу Аполлон з абсолютною зоряною величиною 18,26.  Це потенційно небезпечний астероїд, бо його орбіта перетинає орбіту Землі.

## Опис
У 2011 році NASA розглядало можливість відправки безпілотного космічного корабля Deep Impact до астероїда з метою виконати обліт у 2020 році. Не було впевненості, що Deep Impact має достатньо пального для цієї операції.
24 листопада 2011 року і 4 жовтня 2012 року двигуни космічного зонда були короткочасно запущені для двох маневрів корекції траєкторії, націлених на Deep Impact для зіткнення з 2002 GT у 2020 році, можливо, на відстані не більше 400 кілометрів. Однак фінансування обльоту не було гарантоване. У червні 2013 року астероїд спостерігали на радарі обсерваторії Аресібо.
Однак 8 серпня 2013 року НАСА втратила зв'язок з космічним апаратом, а 20 вересня 2013 року НАСА відмовилася від подальших спроб зв'язатися з ним. Згідно з A'Hearn, найбільш вірогідною причиною несправності програмного забезпечення була проблема, подібна до Y2K (на 11 серпня 2013 року 0:38:49 це було 232 децисекунди з 1 січня 2000).

## Дивись також
- Список малих планет і комет, які відвідали космічні кораблі

## Зовнішні посилання
- Дані Аресібо
- (163249) 2002 GT на NeoDyS-2, Near Earth Objects—Dynamic Site
  - Ефемерида · Передб. спост. · Орбітальні дані · MOID · Властивості орбіти · Дані спост. · Наближення · Фізичні дані · NEOCC
- (163249) 2002 GT на ESA–SSA
  - Ефемериди · Спостереження · Орбіта · Фізичні властивості · Загальні дані
- (163249) 2002 GT

Шаблон:Small Solar System bodies